# MiM
MiM（ミィム）は、ハウスミュージシャン・DJ.MAKAIプロデュースによる3人組のチャリティーユニット。ボーカルのMary、コンポーザーアレンジャーIwaya Shigeru、そしてMAKAIの3人から成る。

## ディスコグラフィー

### アルバム
1. 2007年10月31日　1stアルバム「face to face」リリース。
2. 2008年4月9日　2ndアルバム「lovers」リリース。
3. 2009年11月18日　3rdアルバム「destiny」リリース。
4. 2011年7月20日　4thアルバム「RISE」リリース。東日本大震災の復興支援の為に作られたチャリティーアルバムである。